# Michele Martignoni
Michele Martignoni (ur. 9 lutego 1996 w Rzymie) – włoski zawodnik MMA występujący w kategorii koguciej oraz muszej. Były mistrz organizacji Cage Warriors w wadze koguciej oraz pretendent do walki o pas wagi koguciej. 

## Kariera amatorska
Martignoni karierę amatorską rozpoczął w 2015 roku. W tym samym roku wziął udział w Mistrzostwach Europy IMMAF w MMA, jednak odpadł już pierwszego dnia zmagań. W 2016 ponownie wziął udział w Mistrzostwach Europy IMMAF, występował tam w kategorii piórkowej i zdobył srebrny medal. 

## Kariera zawodowa

### Wczesna kariera
Pierwszy raz zawodowo wystąpił 21 stycznia 2017 roku, gdzie na lokalnej gali poddał wówczas bardziej doświadczonego Claudio Iancu. 
22 grudnia 2018 zdobył mistrzostwo wagi koguciej lokalnej organizacji STORM MMA FC, nokautując w pierwszej rundzie Nicolaia Turcana. 
W 2018 roku podpisał kontrakt z organizacją Bellator MMA, czego owocem był występ na gali z numerem 203, która odbywała się w Rzymie. Martignoni w 6 sekund znokautował swojego rywala kopnięciem na głowę. 

### Cage Warriors
W 2020 roku podpisał kontrakt z organizacją Cage Warriors, a w swoim debiucie zwyciężył na pełnym dystansie nad Brazylijczykiem, Weslleyem Maią.
7 października 2022 roku Martignoni zmierzył się o mistrzostwo Cage Warriors w wadze koguciej – zwyciężył tytuł w walce z Dominique Woodingiem na pełnym dystansie. Jakiś czas później podjął decyzję o przejściu do niżej kategorii wagowej, a 29 lipca 2023 roku zmierzył się z Shajidul Haque o mistrzostwo w kategorii muszej – Włoch przegrał ten pojedynek przez jednogłośną decyzję sędziów.
15 marca 2024 podczas gali Cage Warriors 167 zmierzył się z pochodzącym z Izraelu, Razem Bringem. Zwyciężył przez nokaut w pierwszej rundzie.
Ponad cztery miesiące później, na gali Cage Warriors 174 w Londynie przegrał przez poddanie pod koniec trzeciej rundy z Włochem, Alessandro Giordano.

## Osiągnięcia

### Mieszane sztuki walki
- International Mixed Martial Arts Federation(inne języki)
  - 2016: Amatorski srebrny medalista Mistrzostw Europy IMMAF w wadze piórkowej
- STORM MMA Fighting Championship
  - 2018: Mistrz STORM MMA FC w wadze koguciej
- Cage Warriors
  - 2022-2023: Mistrz Cage Warriors w wadze koguciej

## Lista zawodowych walk w MMA
| Wynik     | Bilans  | Przeciwnik (bilans przed walką) | Rozstrzygnięcie                          | Runda | Czas | Rozgrywki                        | Data       | Miejsce    | Uwagi                                                         |
| --------- | ------- | ------------------------------- | ---------------------------------------- | ----- | ---- | -------------------------------- | ---------- | ---------- | ------------------------------------------------------------- |
| Przegrana | 9-3 (2) | Alessandro Giordano (7-3)       | Poddanie (duszenie gilotynowe)           | 3     | 4:33 | Cage Warriors 174                | 20.07.2024 | Londyn     |                                                               |
| Wygrana   | 9-2 (2) | Raz Bring (7-3-1)               | KO (ciosy pięściami)                     | 1     | 3:59 | Cage Warriors 167                | 15.03.2024 | Manchester | Powrót do wagi koguciej                                       |
| Przegrana | 8-2 (2) | Shajidul Haque (15-5)           | Decyzja (jednogłośna)                    | 5     | 5:00 | Cage Warriors 158                | 29.07.2023 | Rzym       | Walka o mistrzostwo Cage Warriors w wadze muszej. Main Event  |
| Wygrana   | 8-1 (2) | Dominique Wooding (9-4)         | Decyzja (jednogłośna)                    | 5     | 5:00 | Cage Warriors 144                | 07.10.2022 | Rzym       | Zdobył mistrzostwo Cage Warriors w wadze koguciej. Main Event |
| Wygrana   | 7-1 (2) | Scott Malone (9-5)              | Decyzja (jednogłośna)                    | 3     | 5:00 | Cage Warriors 140                | 25.06.2022 | Belfast    |                                                               |
| Nieodbyta | 6-1 (2) | Adam Amarasinghe (6-3)          | No conest (nieintencjonalny palec w oko) | 2     | 1:48 | Cage Warriors 128                | 01.10.2021 | Londyn     |                                                               |
| Przegrana | 6-1 (1) | Nathan Fletcher (4-0)           | Poddanie (duszenie zza pleców)           | 3     | 4:22 | Cage Warriors 122                | 20.03.2021 | Londyn     |                                                               |
| Wygrana   | 6-0 (1) | Weslley Maia (6-3)              | Decyzja (jednogłośna)                    | 3     | 5:00 | Cage Warriors 117                | 10.12.2020 | Londyn     |                                                               |
| Wygrana   | 5-0 (1) | Nicolai Turcan (4-3)            | KO (cios pięścią)                        | 1     | 0:20 | Storm FC 12                      | 22.12.2018 | Rzym       | Zdobył mistrzostwo STORM MMA FC w wadze koguciej. Main Event  |
| Wygrana   | 4-0 (1) | Simone D'Anna (4-1)             | KO (kopnięcie na głowę)                  | 1     | 0:06 | Bellator 203                     | 14.07.2018 | Rzym       |                                                               |
| Wygrana   | 3-0 (1) | Mirco Marogna (4-3)             | Poddanie (duszenie gilotynowe)           | 1     | 3:18 | Colosseum FC - Colosseum 6       | 23.03.2018 | Sassari    |                                                               |
| Wygrana   | 2-0 (1) | Alessio Ibba (1-1)              | Poddanie (duszenie zza pleców)           | 1     | 1:54 | Storm 10 - Sorrento              | 22.04.2017 | Sorrento   |                                                               |
| Nieodbyta | 1-0 (1) | Percy Herrera (2-2)             | No contest (wynik zmieniony przez WTKA)  | 3     | 5:00 | Fight Club Roma - Fight Club 2.0 | 26.03.2017 | Rzym       |                                                               |
| Wygrana   | 1-0     | Claudio Iancu (2-3)             | Poddanie (duszenie zza pleców)           | 1     | 3:25 | Storm FC: Campbell vs. Troiano   | 21.01.2017 | Mediolan   | Debiut w zawodowym MMA.                                       |